# Fantacollana
Fantacollana è stata una collana editoriale di narrativa fantasy e science fantasy pubblicata in Italia da Editrice Nord per 35 anni, dal 1973 al 2008, per un totale di 208 uscite.

## Storia
Fra gli anni Cinquanta e Sessanta numerose opere di letteratura fantastica angloamericana erano state importate in Italia attraverso riviste e periodici distribuiti in edicola, come per esempio le collane Urania di Arnoldo Mondadori Editore, I Romanzi del Cosmo di Ponzoni, o Galassia di La Tribuna, ma raramente in formato rilegato per il circuito delle librerie. Il curatore editoriale Gianfranco Viviani fondò nel 1970 Editrice Nord proprio per inserirsi in tale nicchia di mercato e inizialmente articolò il catalogo in tre collane parallele: le due linee complementari Cosmo Argento e Cosmo Oro, dedicate ai classici e alle novità di fantascienza, e la collana Arcano, riservata alla narrativa sovrannaturale e a sua volta tripartita nelle linee Arcano Magia, Arcano Fantasia e Arcano Orrore. La collana Arcano fu però sospesa già nel 1972 e sostituita l'anno seguente appunto con la Fantacollana, che abbandonò la natura "ibrida" del precedente progetto in favore di un'esplicita specializzazione sulla narrativa fantasy – pur con aperture alle contaminazioni con la fantascienza. Diverse opere calendarizzate per la pubblicazione in Arcano confluirono quindi nella Fantacollana, e in particolare la nuova linea "ereditò" dalla precedente le saghe di Conan il Cimmero e di Novaria.
Nei suoi primi dodici anni di attività Fantacollana fu curata in successione da Renato Prinzhofer, Riccardo Valla e Sandro Pergameno, i tre principali collaboratori di Viviani, e propose in italiano (spesso per la prima volta) numerosi maestri statunitensi attivi fra l'epoca pulp e l'Età d'Oro della fantascienza, quali Robert E. Howard, Lyon Sprague de Camp, Catherine L. Moore, Fritz Leiber, Randall Garrett e Jack Vance; al contempo fu dedicato un certo spazio agli autori più giovani ascrivibili alla New Wave, come Marion Zimmer Bradley, Michael Moorcock, Carolyn Janice Cherryh, Robert Silverberg, Ursula Kroeber Le Guin e Gene Wolf; sotto la direzione di Pergameno furono inoltre pubblicati due dei primi romanzi fantasy composti in lingua italiana, e cioè Balthis l'avventuriera di Gianluigi Zuddas e Nel segno della Luna Bianca del duo Lino Aldani e Daniela Piegai. In questa fase Fantacollana propose in maniera equilibrata raccolte di racconti, romanzi autoconclusivi, brevi serie di romanzi raccolte in volumi omnibus, e trilogie o tetralogie (molto raramente pentalogie) pubblicate per singoli volumi; fecero parziale eccezione solo il lungo ciclo di Conan, enfiato dai testi apocrifi composti dai curatori, e i numerosi romanzi della serie di Darkover, che sono autonomi l'uno dall'altro ma condividono un'ambientazione generale. Caratteristiche di questa fase furono pure le copertine illustrate da Karel Thole e Frank Frazetta.
Con il passaggio di consegne ad Alex Voglino nel 1986 Fantacollana cambiò radicalmente il proprio indirizzo editoriale: la pubblicazione di raccolte cessò con le uscite dedicate a Lloyd Alexander e Patricia A. McKillip e il catalogo si riorientò su saghe lunghe (dalla trilogia di in su, non di rado esalogie o eptalogie) di high fantasy e fantasy storico, composte da autori contemporanei e tradotte per singoli volumi a ridosso della prima edizione in lingua originale. In questi sedici anni, pertanto, l'etichetta incrementò notevolmente il numero di uscite (ben 118 su 208 risalgono alla curatela Voglino) e importò in Italia alcuni degli scrittori anglofoni di maggior successo, fra cui David Gemmell, Harry Turtledove, David Eddings, Stephen Lawhead, Mercedes Lackey, Katharine Kerr, Katherine Kurtz e Barbara Hambly; fu inoltre concesso più spazio agli autori italiani, in particolare a serie di Angela Fassio (sotto lo pseudonimo di Morgan Fairy), Andrea D'Angelo e Fabiana Redivo. Tale nuovo corso, tuttavia, lasciò in sospeso sequenze di romanzi importate parzialmente sotto le precedenti curatele: rimasero interrotte saghe di Garrett, De Camp, Cherryh, Le Guin e Silverberg, mentre alcuni cicli recenti di Michael Moorcock, Gordon Dickson e Christopher Stasheff non andarono oltre la prima uscita.
Voglino abbandonò il suo ruolo nel 2002, quando Editrice Nord fu acquisita dal Gruppo Longanesi, e negli anni successivi Fantacollana ridusse di molto le pubblicazioni: da un lato vennero completate alcune serie avviate negli anni Novanta, dall'altra furono importante e (di nuovo) interrotte in corso d'opera saghe composte da Orson Scott Card e dal duo Katherine Kurtz e Deborah Turner Harris. Fra il 2005 e il 2008, quando la collana venne ufficialmente chiusa, furono pubblicate solo otto antologie di racconti curate da Marion Zimmer Bradley.
Inizialmente i volumi di Fantacollana erano stampati nel medesimo formato già utilizzato per Cosmo Argento, Cosmo Oro e Arcano: rilegatura cartonata con sovracopertina e foliazione di 195x124 mm; a partire dal numero 54 fu adottata una rilegatura in brossura, mantenendo invariate la sovracopertina e il formato di pagina; con il numero 186 si passò invece a volumi in brossura senza sovracopertina e nel più cospicuo formato 205x135 cm, conservatosi fino alla chiusura della serie.

## Curatori e direttori
1. Curatori Renato Prinzhofer e Riccardo Valla  dal numero 1 (Maggio 1973) al 19 (Ottobre 1977).
2. Curatore Riccardo Valla dal numero 20 (Dicembre 1977) al 25 (Novembre 1978).
3. Curatore Sandro Pergameno dal numero 26 (Marzo 1979) al 63 (Novembre 1985), direttore responsabile Gianfranco Viviani a partire dal numero 32 (Marzo 1980).
4. Curatore Alex Voglino e direttore responsabile Gianfranco Viviani dal numero 64 (Febbraio 1986) al 181 (Ottobre 2002).
5. Direttore responsabile Gianfranco Viviani dal numero 182 (Novembre 2002) al 202 (Ottobre 2005).
6. Direttore responsabile Stefano Mauri dal numero 203 (Luglio 2006) al numero 208 (Novembre 2008).

## Elenco delle uscite
| Numero | Autore                                                          | Titolo                              | Note | Anno           | ISBN            |
| ------ | --------------------------------------------------------------- | ----------------------------------- | --- | -------------- | --------------- |
| 1      | Samuel R. Delany                                                | I gioielli di Aptor                 | Già annunciato come dodicesima uscita della collana Arcano (filone Magia). | Maggio 1973    | ISBN 8842904430 |
| 2      | L. Sprague de Camp                                              | L'anello del tritone                | Romanzo autoconclusivo afferente al ciclo di Pusad. Già annunciato come nona uscita della collana Arcano (filone Fantasia). | Settembre 1973 | ISBN 8842904449 |
| 3      | Robert Silverberg                                               | Ali della notte                     | Fix-up di tre romanzi brevi. Già annunciato come decima uscita della collana Arcano (filone Fantasia). | Dicembre 1973  | ISBN 8842904457 |
| 4      | Randall Garrett                                                 | Lord Darcy                          | Raccolta di un racconto e due romanzi brevi del ciclo di Lord Darcy. | Marzo 1974     | ISBN 8842904465 |
| 5      | Robert E. Howard e L. Sprague de Camp                           | Conan l'avventuriero                | Quinto volume della saga di Conan il Cimmero, comprende un romanzo breve e due racconti di Howard e un racconto pastiche di de Camp. | Maggio 1974    | ISBN 8842904473 |
| 6      | L. Sprague de Camp                                              | Jorian di Iraz                      | Secondo romanzo della trilogia del Re Riluttante entro il ciclo di Novaria. | Settembre 1974 | ISBN 8842904481 |
| 7      | Abraham Merritt                                                 | Il pozzo della luna                 | Fix-up di due racconti, primo romanzo della dilogia del dott. Goodwin. | Novembre 1974  | ISBN 884290449X |
| 8      | Roger Zelazny                                                   | Signore della luce                  | | Marzo 1975     | ISBN 8842904503 |
| 9      | Robert E. Howard e Lin Carter                                   | Kull di Valusia                     | Raccolta completa del ciclo di Kull di Valusia, comprende nove racconti e una poesia di Howard e tre racconti pastiche di Carter. | Settembre 1975 | ISBN 8842904511 |
| 10     | Ray Bradbury                                                    | Paese d'ottobre                     | Raccolta di diciannove racconti allestita dall'autore. | Ottobre 1975   | ISBN 884290452X |
| 11     | L. Sprague de Camp e Fletcher Pratt                             | Il castello d'acciaio               | Omnibus del ciclo di Harold Shea: 1. L'incantatore incompleto. Fix-up di due romanzi brevi. 2. Il castello di Atlante 3. Il muro dei serpenti | Dicembre 1975  | ISBN 8842904538 |
| 12     | Fritz Leiber                                                    | Le spade di Lankhmar                | Romanzo, quinto volume dell'eptalogia di Fafhrd e il Gray Mouser. | Marzo 1976     | ISBN 8842904546 |
| 13     | Robert E. Howard, Lin Carter e L. Sprague de Camp               | Conan!                              | Primo volume della saga di Conan il Cimmero, comprende tre racconti di Howard, due racconti pastiche di de Camp e/o Carter e due racconti apocrifi. | Giugno 1976    | ISBN 8842904554 |
| 14     | Jack Vance                                                      | Alastor 2262                        | Primo romanzo della trilogia dell'Ammasso di Alastor entro l'universo del Gaean Reach. | Ottobre 1976   | ISBN 8842904562 |
| 15     | Sterling E. Lanier                                              | Il viaggio di Hiero                 | Primo romanzo della dilogia di Hiero. | Dicembre 1976  | ISBN 8842904570 |
| 16     | Randall Garrett                                                 | La stanza chiusa                    | Romanzo afferente al ciclo di Lord Darcy. | Marzo 1977     | ISBN 8842904589 |
| 17     | Clark Ashton Smith                                              | Zothique                            | Raccolta completa del ciclo di Zothique allestita postuma da Lin Carter, comprende una poesia e sedici racconti. | Maggio 1977    | ISBN 8842904597 |
| 18     | Edgar Pangborn                                                  | Davy, l'eretico                     | Primo romanzo della tetralogia di Davy. | Luglio 1977    | ISBN 8842904600 |
| 19     | Robert E. Howard e L. Sprague de Camp                           | Conan l'usurpatore                  | Ottavo volume della saga di Conan il Cimmero, comprende due racconti di Howard e due pastiche (un racconto e un romanzo breve) di de Camp. | Ottobre 1977   | ISBN 8842904619 |
| 20     | Fritz Leiber                                                    | Il mondo di Nehwon                  | Omnibus dei primi quattro volumi dell'eptalogia di Fafhrd e il Gray Mouser: 1. Spade e diavolerie. Comprende due racconti e due romanzi brevi. 2. Spade contro la morte. Comprende dieci racconti. 3. Spade nella nebbia. Comprende cinque racconti e un romanzo breve. 4. Spade contro la magia. Comprende due racconti e due romanzi brevi.       | Dicembre 1977  | ISBN 8842904627 |
| 21     | Marion Zimmer Bradley                                           | L'erede di Hastur                   | Nono romanzo in ordine di composizione del Ciclo di Darkover. | Febbraio 1978  | ISBN 8842904635 |
| 22     | C. J. Cherryh                                                   | La porta di Ivrel                   | Primo romanzo della tetralogia di Morgaine entro l'Universo della Lega e della Confederazione. | Aprile 1978    | ISBN 8842904643 |
| 23     | Robert E. Howard                                                | Skull-Face                          | Raccolta postuma curata da August Derleth, comprende il romanzo breve Il teschio, un racconto del ciclo di De Montour, tre del Ciclo di Cthulhu, due di Bran Mak Morn, uno di Turlogh Dubh O'Brien, due di James Allison, e quattro autoconclusivi.                                                                                                 | Giugno 1978    | ISBN 8842904651 |
| 24     | Robert E. Howard, Lin Carter e L. Sprague de Camp               | Conan di Cimmeria                   | Secondo volume della saga di Conan il Cimmero, comprende due racconti di Howard, tre racconti pastiche di de Camp e/o Carter e tre racconti apocrifi. | Settembre 1978 | ISBN 884290466X |
| 25     | Michael Moorcock                                                | Elric di Melniboné                  | Omnibus dei primi tre romanzi dell'esalogia di Elric di Melniboné entro il macro-ciclo del Campione Eterno: 1. Elric di Melniboné 2. Sui mari del fato. Fix-up di tre romanzi brevi. 3. Il fato del lupo bianco. Raccolta di quattro racconti. | Novembre 1978  | ISBN 8842904678 |
| 26     | Robert E. Howard e L. Sprague de Camp                           | Conan il Pirata                     | Terzo volume della saga di Conan il Cimmero, comprende tre racconti di Howard e due racconti pastiche di de Camp. | Marzo 1979     | ISBN 8842904694 |
| 27     | Ursula K. Le Guin                                               | Il mago di Earthsea                 | Primo romanzo del Ciclo di Earthsea. | Maggio 1979    | ISBN 8842904686 |
| 28     | Fritz Leiber                                                    | Spade tra i ghiacci                 | Sesto volume dell'eptalogia di Fafhrd e il Gray Mouser, raccoglie sette racconti e un romanzo breve. | Settembre 1979 | ISBN 8842904708 |
| 29     | Poul Anderson                                                   | Tre cuori e tre leoni               | | Ottobre 1979   | ISBN 8842904716 |
| 30     | Michael Moorcock                                                | Elric il Negromante                 | Omnibus degli ultimi tre romanzi dell'esalogia di Elric di Melniboné entro il macro-ciclo del Campione Eterno: 1. La torre che svaniva 2. La maledizione della spada nera. Raccolta di quattro racconti. 3. Tempestosa | Novembre 1979  | ISBN 8842904724 |
| 31     | Robert E. Howard, L. Sprague de Camp e Lin Carter               | Conan lo zingaro                    | Quarto volume della saga di Conan il Cimmero, comprende due racconti di Howard, un racconto pastiche di de Camp e un racconto apocrifo di de Camp e Carter. | Gennaio 1980   | ISBN 8842904732 |
| 32     | Ursula K. Le Guin                                               | Le tombe di Atuan                   | Secondo romanzo del Ciclo di Earthsea. | Marzo 1980     | ISBN 8842904740 |
| 33     | Fritz Leiber                                                    | Nostra Signora delle Tenebre        | | Maggio 1980    | ISBN 8842904759 |
| 34     | Marion Zimmer Bradley                                           | La torre proibita                   | Undicesimo romanzo in ordine di composizione del Ciclo di Darkover. | Settembre 1980 | ISBN 8842904767 |
| 35     | Gordon R. Dickson                                               | Il drago e il George                | Primo romanzo dell'ennealogia del Cavaliere Drago. | Novembre 1980  | ISBN 8842904775 |
| 36     | Robert E. Howard e L. Sprague de Camp                           | Conan il guerriero                  | Settimo volume della saga di Conan il Cimmero, comprende un romanzo breve e due racconti di Howard (in questo caso de Camp figura solo come curatore). | Gennaio 1981   | ISBN 8842904783 |
| 37     | Ursula K. Le Guin                                               | La spiaggia più lontana             | Terzo romanzo del Ciclo di Earthsea. | Marzo 1981     | ISBN 8842904791 |
| 38     | Marion Zimmer Bradley                                           | La catena spezzata                  | Decimo romanzo in ordine di composizione del Ciclo di Darkover. | Maggio 1981    | ISBN 8842904805 |
| 39     | C. J. Cherryh                                                   | Il pozzo di Shiuan                  | Secondo romanzo della tetralogia di Morgaine entro l'Universo della Lega e della Confederazione. | Settembre 1981 | ISBN 8842904813 |
| 40     | Robert E. Howard, L. Sprague de Camp, Lin Carter e Björn Nyberg | L'era Hyboriana di Conan il Cimmero | Omnibus del decimo, undicesimo e dodicesimo volume della saga di Conan il Cimmero, comprende un saggio di Howard e materiali apocrifi: 1. Conan il vendicatore. Romanzo composto da Nyberg e de Camp. 2. Conan di Aquilonia. Raccolta di quattro racconti composti da de Camp e Carter. 3. Conan delle Isole. Romanzo composto da de Camp e Carter. | Novembre 1981  | ISBN 8842904821 |
| 41     | L. Sprague de Camp e Lin Carter                                 | Conan il bucaniere                  | Sesto volume della saga di Conan il Cimmero, è un romanzo apocrifo di de Camp e Carter. | Gennaio 1982   | ISBN 884290483X |
| 42     | C. L. Moore                                                     | Jirel di Joiry                      | Raccolta completa del ciclo di Jirel di Joiry, comprende sei racconti di cui uno in collaborazione con Henry Kuttner. | Marzo 1982     | ISBN 8842904848 |
| 43     | Robert E. Howard                                                | Almuric. Il pianeta selvaggio       | La traduzione di questa edizione Nord, curata da Gianluigi Zuddas, altera il finale del romanzo. | Maggio 1982    | ISBN 8842904856 |
| 44     | C. L. Moore                                                     | Northwest Smith il terrestre        | Raccolta completa del ciclo di Northwest Smith, comprende dodici racconti di cui uno in collaborazione con Forrest J. Ackerman. | Settembre 1982 | ISBN 8842904864 |
| 45     | Robert Silverberg                                               | Il castello di Lord Valentine       | Primo romanzo della prima trilogia di Majipoor. | Novembre 1982  | ISBN 8842904872 |
| 46     | Gianluigi Zuddas                                                | Balthis l'avventuriera              | | Gennaio 1983   | ISBN 8842904880 |
| 47     | Poul Anderson                                                   | I figli del Tritone                 | | Marzo 1983     | ISBN 8842904899 |
| 48     | Gene Wolfe                                                      | L'ombra del Torturatore             | Primo romanzo della pentalogia del Libro del Nuovo Sole. | Maggio 1983    | ISBN 8842904902 |
| 49     | Robert Silverberg                                               | Cronache di Majipoor                | Raccolta di dieci racconti combinati da una cornice narrativa, secondo volume della prima trilogia di Majipoor. | Giugno 1983    | ISBN 8842904910 |
| 50     | Marion Zimmer Bradley                                           | L'esilio di Sharra                  | Sedicesimo romanzo in ordine di composizione del Ciclo di Darkover. | Settembre 1983 | ISBN 8842904929 |
| 51     | Gene Wolfe                                                      | L'artiglio del conciliatore         | Secondo romanzo della pentalogia del Libro del Nuovo Sole. | Novembre 1983  | ISBN 8842904937 |
| 52     | Michael Moorcock                                                | Il mastino della guerra             | Primo romanzo del ciclo della famiglia von Bek entro il macro-ciclo del Campione Eterno. | Febbraio 1984  | ISBN 8842904945 |
| 53     | Gene Wolfe                                                      | La spada del Littore                | Terzo romanzo della pentalogia del Libro del Nuovo Sole. | Aprile 1984    | ISBN 8842904953 |
| 54     | Sterling E. Lanier                                              | Il ritorno di Hiero                 | Secondo romanzo della dilogia di Hiero. | Giugno 1984    | ISBN 8842904961 |
| 55     | Gene Wolfe                                                      | La cittadella dell'Autarca          | Quarto romanzo della pentalogia del Libro del Nuovo Sole. | Settembre 1984 | ISBN 884290497X |
| 56     | L. Sprague de Camp                                              | Il re non decapitato                | Terzo romanzo della trilogia del Re Riluttante entro il ciclo di Novaria. | Ottobre 1984   | ISBN 8842904988 |
| 57     | Robert Silverberg                                               | Il Pontifex Valentine               | Terzo romanzo della prima trilogia di Majipoor. | Novembre 1984  | ISBN 8842904996 |
| 58     | Gianluigi Zuddas                                                | Il volo dell'angelo                 | Quarto romanzo della tetralogia delle Amazzoni. | Gennaio 1985   | ISBN 8842905003 |
| 59     | Jack Vance                                                      | Lyonesse                            | Primo romanzo del Ciclo di Lyonesse. | Aprile 1985    | ISBN 8842905011 |
| 60     | C. J. Cherryh                                                   | I fuochi di Azeroth                 | Terzo romanzo della tetralogia di Morgaine entro l'Universo della Lega e della Confederazione. | Maggio 1985    | ISBN 884290502X |
| 61     | Christopher Stasheff                                            | Stregone suo malgrado               | Primo romanzo della saga di Rod Gallowglass. | Settembre 1985 | ISBN 8842905038 |
| 62     | Lino Aldani e Daniela Piegai                                    | Nel segno della Luna Bianca         | | Ottobre 1985   | ISBN 8842905046 |
| 63     | Marion Zimmer Bradley                                           | Naufragio sul pianeta Darkover      | Settimo romanzo in ordine di composizione del Ciclo di Darkover. | Novembre 1985  | ISBN 8842905054 |
| 64     | Lloyd Alexander                                                 | La saga di Prydain                  | Omnibus dei primi tre romanzi delle Cronache di Prydain: 1. Il libro dei Tre 2. Il Calderone nero 3. Il castello di Llyr | Febbraio 1986  | ISBN 8842905062 |
| 65     | Joy Chant                                                       | La grigia criniera del mattino      | Secondo romanzo della trilogia del Casato di Kendreth. | Maggio 1986    | ISBN 8842905070 |
| 66     | Tim Powers                                                      | Il Re Pescatore                     | | Giugno 1986    | ISBN 8842905089 |
| 67     | David Eddings                                                   | Il segno della profezia             | Primo romanzo della pentalogia dei Belgariad. | Settembre 1986 | ISBN 8842905097 |
| 68     | Jack Vance                                                      | La perla verde                      | Secondo romanzo del Ciclo di Lyonesse. | Ottobre 1986   | ISBN 8842905100 |
| 69     | Patricia A. McKillip                                            | Il signore degli enigmi             | Omnibus della trilogia del Signore degli Enigmi: 1. Il maestro degli enigmi di Hed 2. L'erede del mare e del fuoco 3. L'arpista del vento | Novembre 1986  | ISBN 8842905119 |
| 70     | Roberta Macavoy                                                 | Damiano                             | Primo romanzo della trilogia di Damiano. | Febbraio 1987  | ISBN 8842905127 |
| 71     | Marion Zimmer Bradley                                           | La spada incantata                  | Ottavo romanzo in ordine di composizione del Ciclo di Darkover. | Marzo 1987     | ISBN 8842905135 |
| 72     | David Eddings                                                   | La regina della magia               | Secondo romanzo della pentalogia dei Belgariad. | Aprile 1987    | ISBN 8842905143 |
| 73     | Paul Edwin Zimmer                                               | Il principe rapito                  | Primo romanzo della tetralogia del Confine Oscuro. | Giugno 1987    | ISBN 8842905151 |
| 74     | Arthur H. Landis                                                | Un mondo chiamato Camelot           | Primo romanzo della trilogia di Camelot. | Settembre 1987 | ISBN 884290516X |
| 75     | Christopher Stasheff                                            | Il mago di Sua Maestà               | Primo romanzo della saga di Matt Mantrell. | Ottobre 1987   | ISBN 8842905178 |
| 76     | David Eddings                                                   | La valle di Aldur                   | Terzo romanzo della pentalogia dei Belgariad. | Novembre 1987  | ISBN 8842905186 |
| 77     | Katherine Kurtz                                                 | L'ascesa dei Deryni                 | Primo romanzo della prima trilogia del Ciclo dei Deryni. | Febbraio 1988  | ISBN 8842905194 |
| 78     | Mercedes Lackey                                                 | Un araldo per Valdemar              | Primo romanzo della prima trilogia di Valdemar. | Aprile 1988    | ISBN 8842905208 |
| 79     | David Eddings                                                   | Il castello incantato               | Quarto romanzo della pentalogia dei Belgariad. | Maggio 1988    | ISBN 8842905216 |
| 80     | Paul Edwin Zimmer                                               | Il ritorno del principe             | Secondo romanzo della tetralogia del Confine Oscuro. | Giugno 1988    | ISBN 8842905224 |
| 81     | Barbara Hambly                                                  | La congiura di Mandrigyn            | Primo romanzo della trilogia di Sun Wolf. | Ottobre 1988   | ISBN 8842905232 |
| 82     | David Eddings                                                   | La fine del gioco                   | Quinto romanzo della pentalogia dei Belgariad. | Ottobre 1988   | ISBN 8842905240 |
| 83     | David Gemmell                                                   | Le spade dei Drenai                 | Secondo romanzo in ordine di composizione della Saga dei Drenai. | Novembre 1988  | ISBN 8842905259 |
| 84     | Katherine Kurtz                                                 | La sfida dei Deryni                 | Secondo romanzo della prima trilogia del Ciclo dei Deryni. | Gennaio 1989   | ISBN 8842905267 |
| 85     | Harry Turtledove                                                | La legione perduta                  | Primo romanzo della prima tetralogia di Videssos. | Marzo 1989     | ISBN 8842905275 |
| 86     | David Gemmell                                                   | La leggenda dei Drenai              | Primo romanzo in ordine di composizione della Saga dei Drenai. | Aprile 1989    | ISBN 8842905283 |
| 87     | Kathleen Sky                                                    | La principessa di Englene           | | Giugno 1989    | ISBN 8842905291 |
| 88     | Harry Turtledove                                                | Un imperatore per la legione        | Secondo romanzo della prima tetralogia di Videssos. | Settembre 1989 | ISBN 8842905305 |
| 89     | Katherine Kurtz                                                 | Il signore dei Deryni               | Terzo romanzo della prima trilogia del Ciclo dei Deryni. | Ottobre 1989   | ISBN 8842905313 |
| 90     | Lloyd Alexander                                                 | Taran di Prydain                    | Omnibus degli ultimi due romanzi delle Cronache di Prydain: 1. Taran il girovago 2. Il sommo re | Novembre 1989  | ISBN 8842905321 |
| 91     | Harry Turtledove                                                | La legione di Videssos              | Terzo romanzo della prima tetralogia di Videssos. | Gennaio 1990   | ISBN 884290533X |
| 92     | Jonathan Wylie                                                  | Il trono di Ark                     | Primo romanzo della trilogia dei Servi di Ark. | Marzo 1990     | ISBN 8842905348 |
| 93     | Mercedes Lackey                                                 | Le frecce di Valdemar               | Secondo romanzo della prima trilogia di Valdemar. | Aprile 1990    | ISBN 8842905356 |
| 94     | Harry Turtledove                                                | Le daghe della Legione              | Quarto romanzo della prima tetralogia di Videssos. | Maggio 1990    | ISBN 8842905364 |
| 95     | Ru Emerson                                                      | Le montagne incantate               | Primo romanzo della trilogia dei Racconti di Nedao. | Giugno 1990    | ISBN 8842905372 |
| 96     | Fritz Leiber                                                    | Il cavaliere e il fante di spade    | Settimo volume dell'eptalogia di Fafhrd e il Gray Mouser, raccoglie due racconti e due romanzi brevi. | Settembre 1990 | ISBN 8842905380 |
| 97     | David Gemmell                                                   | Un lupo nell'ombra                  | Primo romanzo della trilogia di John Shannow entro il Ciclo delle Sipstrassi. | Ottobre 1990   | ISBN 8842905399 |
| 98     | Katharine Kerr                                                  | La lama dei druidi                  | Primo romanzo della prima tetralogia di Deverry. | Novembre 1990  | ISBN 8842905402 |
| 99     | Stephen Lawhead                                                 | Il ritorno del Re Drago             | Primo romanzo della trilogia del Re Drago. | Febbraio 1991  | ISBN 8842905410 |
| 100    | Jonathan Wylie                                                  | Gli eredi di Ark                    | Secondo romanzo della trilogia dei Servi di Ark. | Marzo 1991     | ISBN 8842905429 |
| 101    | David Gemmell                                                   | Waylander, dei Drenai               | Terzo romanzo in ordine di composizione della Saga dei Drenai. | Aprile 1991    | ISBN 8842905437 |
| 102    | Ru Emerson                                                      | Le caverne dell'esilio              | Secondo romanzo della trilogia dei Racconti di Nedao. | Maggio 1991    | ISBN 8842905445 |
| 103    | Jack Vance                                                      | Lyonesse: Madouc                    | Terzo romanzo del Ciclo di Lyonesse. | Giugno 1991    | ISBN 8842905453 |
| 104    | Stephen Lawhead                                                 | I Signori della Guerra di Nin       | Secondo romanzo della trilogia del Re Drago. | Settembre 1991 | ISBN 8842905461 |
| 105    | David Gemmell                                                   | L'ultimo dei guardiani              | Secondo romanzo della trilogia di John Shannow entro il Ciclo delle Sipstrassi. | Ottobre 1991   | ISBN 884290547X |
| 106    | Mike Jefferies                                                  | La strada per Underfall             | Primo romanzo della trilogia di Elundium. | Novembre 1991  | ISBN 8842905488 |
| 107    | Mercedes Lackey                                                 | Il destino di Valdemar              | Terzo romanzo della prima trilogia di Valdemar. | Gennaio 1992   | ISBN 8842905496 |
| 108    | David Gemmell                                                   | L'ultimo eroe dei Drenai            | Quarto romanzo in ordine di composizione della Saga dei Drenai. | Marzo 1992     | ISBN 884290550X |
| 109    | Jonathan Wylie                                                  | Il mago di Ark                      | Terzo romanzo della trilogia dei Servi di Ark. | Aprile 1992    | ISBN 8842905518 |
| 110    | Stephen Lawhead                                                 | La spada di fuoco                   | Terzo romanzo della trilogia del Re Drago. | Maggio 1992    | ISBN 8842905526 |
| 111    | Katharine Kerr                                                  | L'incantesimo dei druidi            | Secondo romanzo della prima tetralogia di Deverry. | Settembre 1992 | ISBN 8842905534 |
| 112    | Ru Emerson                                                      | Sui mari del fato                   | Terzo romanzo della trilogia dei Racconti di Nedao. | Settembre 1992 | ISBN 8842905542 |
| 113    | Mike Jefferies                                                  | Il palazzo dei re                   | Secondo romanzo della trilogia di Elundium. | Ottobre 1992   | ISBN 8842905550 |
| 114    | Harry Turtledove                                                | L'ascesa di Krispos                 | Primo romanzo della seconda trilogia di Videssos. | Novembre 1992  | ISBN 8842905569 |
| 115    | Barbara Hambly                                                  | La magia di Wenshar                 | Secondo romanzo della trilogia di Sun Wolf. | Gennaio 1993   | ISBN 8842905577 |
| 116    | David Gemmell                                                   | Il re dei fantasmi                  | Primo romanzo della dilogia di re Artù entro il Ciclo delle Sipstrassi. | Marzo 1993     | ISBN 8842905585 |
| 117    | Mike Jefferies                                                  | Le nebbie di Elundium               | Terzo romanzo della trilogia di Elundium. | Aprile 1993    | ISBN 8842905593 |
| 118    | Michael Scott Rohan                                             | Il Porto dei mondi incrociati       | Primo romanzo della tetralogia della Spirale. | Maggio 1993    | ISBN 8842907049 |
| 119    | Katharine Kerr                                                  | Il destino di Deverry               | Terzo romanzo della prima tetralogia di Deverry. | Giugno 1993    | ISBN 884290712X |
| 120    | Paul Edwin Zimmer                                               | La chiamata degli eroi              | Terzo romanzo della tetralogia del Confine Oscuro. | Settembre 1993 | ISBN 8842907219 |
| 121    | David Gemmell                                                   | L'ultima spada del potere           | Secondo romanzo della dilogia di re Artù entro il Ciclo delle Sipstrassi. | Ottobre 1993   | ISBN 8842907286 |
| 122    | Harry Turtledove                                                | Krispos di Videssos                 | Secondo romanzo della seconda trilogia di Videssos. | Novembre 1993  | ISBN 8842907391 |
| 123    | Barbara Hambly                                                  | L'assedio di Vorsal                 | Terzo romanzo della trilogia di Sun Wolf. | Gennaio 1994   | ISBN 8842907499 |
| 124    | David Gemmell                                                   | Il lupo dei Drenai                  | Quinto romanzo in ordine di composizione della Saga dei Drenai. | Marzo 1994     | ISBN 884290757X |
| 125    | Angus Wells                                                     | Il libro di Tezin-Dar               | Primo romanzo della trilogia di Tezin-Dar. | Aprile 1994    | ISBN 8842907626 |
| 126    | Michael Scott Rohan                                             | Verso la spirale dei mondi          | Secondo romanzo della tetralogia della Spirale. | Maggio 1994    | ISBN 8842907677 |
| 127    | Angus Wells                                                     | Ritorno da Tezin-Dar                | Secondo romanzo della trilogia di Tezin-Dar. | Settembre 1994 | ISBN 8842907731 |
| 128    | David Gemmell                                                   | I cavalieri dei Gabala              | | Ottobre 1994   | ISBN 8842907820 |
| 129    | Katharine Kerr                                                  | Il drago di Deverry                 | Quarto romanzo della prima tetralogia di Deverry. | Novembre 1994  | ISBN 8842907979 |
| 130    | Michael Scott Rohan e Allan Scott                               | L'impero degli incanti              | | Gennaio 995    | ISBN 884290807X |
| 131    | Angus Wells                                                     | Il mago di Tezin-Dar                | Terzo romanzo della trilogia di Tezin-Dar. | Marzo 1995     | ISBN 8842908150 |
| 132    | David Gemmell                                                   | La leggenda di Druss                | Sesto romanzo in ordine di composizione della Saga dei Drenai. | Maggio 1995    | ISBN 8842908266 |
| 133    | Michael Scott Rohan                                             | Il castello fra i mondi incrociati  | Terzo romanzo della tetralogia della Spirale. | Giugno 1995    | ISBN 8842908339 |
| 134    | Martha Wells                                                    | Il potere del fuoco                 | Primo romanzo della dilogia di Ile-Rien. | Settembre 1995 | ISBN 8842908452 |
| 135    | Harry Turtledove                                                | Krispos l'imperatore                | Terzo romanzo della seconda trilogia di Videssos. | Ottobre 1995   | ISBN 8842908517 |
| 136    | Katharine Kerr                                                  | Il tempo dell'esilio                | Primo romanzo della seconda tetralogia di Deverry. | Novembre 1995  | ISBN 8842908630 |
| 137    | Harry Turtledove                                                | Il libro dei poteri                 | Fix-up di due romanzi, primo volume della tetralogia di Gerin la Volpe. | Gennaio 1996   | ISBN 8842908770 |
| 138    | David Gemmell                                                   | La spada delle Highland             | | Febbraio 1996  | ISBN 8842908835 |
| 139    | Luca Pesaro                                                     | I difensori di Cylith               | | Aprile 1996    | ISBN 8842908959 |
| 140    | Angus Wells                                                     | I signori del cielo                 | | Maggio 1996    | ISBN 8842909025 |
| 141    | Carol Severance                                                 | Juti Manho la guerriera             | Primo romanzo della trilogia di Juti Manho. | Giugno 1996    | ISBN 8842909092 |
| 142    | C. S. Friedman                                                  | Il cavaliere del Sole Nero          | Primo romanzo della trilogia del Sole Nero. | Settembre 1996 | ISBN 8842909297 |
| 143    | Katharine Kerr                                                  | Il tempo dei presagi                | Secondo romanzo della seconda tetralogia di Deverry. | Ottobre 1996   | ISBN 8842909343 |
| 144    | Maggie Furey                                                    | Aurian                              | Primo romanzo della tetralogia di Aurian. | Novembre 1996  | ISBN 8842909416 |
| 145    | David Gemmell                                                   | Le pietre del potere                | Terzo romanzo della trilogia di John Shannow entro il Ciclo delle Sipstrassi. | Gennaio 1997   | ISBN 8842909459 |
| 146    | Katharine Kerr                                                  | I giorni del sangue e del fuoco     | Terzo romanzo della seconda tetralogia di Deverry. | Marzo 1997     | ISBN 8842909572 |
| 147    | C. S. Friedman                                                  | L'Oceano del Sole Nero              | Secondo romanzo della trilogia del Sole Nero. | Maggio 1997    | ISBN 8842909645 |
| 148    | David Gemmell                                                   | La regina guerriera                 | Primo romanzo della dilogia della Regina Guerriera. | Giugno 1997    | ISBN 8842909769 |
| 149    | Morgan Fairy                                                    | La pietra di Moor                   | Primo romanzo della dilogia di Ivain. | Luglio 1997    | ISBN 8842908371 |
| 150    | Lynn Flewelling                                                 | L'arciere di Kerry                  | Primo romanzo della ottologia di Kerry. | Settembre 1997 | ISBN 8842908584 |
| 151    | C. S. Friedman                                                  | La corona nascosta                  | Terzo romanzo della trilogia del Sole Nero. | Ottobre 1997   | ISBN 884290984X |
| 152    | David Gemmell                                                   | La regina delle Highland            | Secondo romanzo della dilogia della Regina Guerriera. | Novembre 1997  | ISBN 8842909920 |
| 153    | Maggie Furey                                                    | Aurian: L'arpa dei venti            | Secondo romanzo della tetralogia di Aurian. | Gennaio 1998   | ISBN 884291004X |
| 154    | Katharine Kerr                                                  | Il tempo della giustizia            | Quarzo romanzo della seconda tetralogia di Deverry. | Marzo 1998     | ISBN 8842910139 |
| 155    | Lynn Flewelling                                                 | Alec di Kerry                       | Secondo romanzo della ottologia di Kerry. | Maggio 1998    | ISBN 8842910228 |
| 156    | Gianluigi Zuddas                                                | Amazon                              | Primo romanzo della tetralogia delle Amazzoni. | Giugno 1998    | ISBN 8842910287 |
| 157    | Maggie Furey                                                    | Aurian: La spada di fuoco           | Terzo romanzo della tetralogia di Aurian. | Settembre 1998 | ISBN 8842910376 |
| 158    | Ann Marston                                                     | La spada delle rune                 | Primo romanzo della prima trilogia delle Spade delle Rune. | Novembre 1998  | ISBN 8842910538 |
| 159    | Maggie Furey                                                    | Aurian: Dhiammara                   | Quarto romanzo della tetralogia di Aurian. | Gennaio 1999   | ISBN 8842910430 |
| 160    | Errico Passaro                                                  | Le maschere del potere              | | Marzo 1999     | ISBN 8842910805 |
| 161    | Ann Marston                                                     | Il re d'occidente                   | Secondo romanzo della prima trilogia delle Spade delle Rune. | Aprile 1999    | ISBN 8842910864 |
| 162    | Gianluigi Zuddas                                                | Stella di Gondwana                  | Terzo romanzo della tetralogia delle Amazzoni. | Giugno 1999    | ISBN 8842910961 |
| 163    | Ann Marston                                                     | La lama infranta                    | Terzo romanzo della prima trilogia delle Spade delle Rune. | Settembre 1999 | ISBN 884291102X |
| 164    | Lynn Flewelling                                                 | Il traditore di Kerry               | Terzo romanzo della ottologia di Kerry. | Novembre 1999  | ISBN 8842911062 |
| 165    | Ann Marston                                                     | Il principe di Skai                 | Primo romanzo della seconda trilogia delle Spade delle Rune. | Novembre 1999  | ISBN 8842911143 |
| 166    | Gianluigi Zuddas                                                | Le amazzoni del sud                 | Secondo romanzo della tetralogia delle Amazzoni. | Febbraio 2000  | ISBN 8842911232 |
| 167    | Maggie Furey                                                    | Il cuore di Myrial                  | Primo romanzo della trilogia della Lega d'Ombra. | Aprile 2000    | ISBN 8842911313 |
| 168    | Ann Marston                                                     | Il re delle ombre                   | Secondo romanzo della seconda trilogia delle Spade delle Rune. | Maggio 2000    | ISBN 8842911402 |
| 169    | Adalberto Cersosimo                                             | Il libro dell'Impero                | Raccolta di un romanzo breve e otto racconti allestita dall'autore. | Giugno 2000    | ISBN 8842911488 |
| 170    | Fabiana Redivo                                                  | Il figlio delle tempeste            | Primo romanzo dell'esalogia di Derbeer dei Mille Anni. | Settembre 2000 | ISBN 8842911542 |
| 171    | Ann Marston                                                     | La spada in esilio                  | Terzo romanzo della seconda trilogia delle Spade delle Rune. | Ottobre 2000   | ISBN 8842911607 |
| 172    | Fabiana Redivo                                                  | La pietra degli elementi            | Secondo romanzo dell'esalogia di Derbeer dei Mille Anni. | Marzo 2001     | ISBN 8842911712 |
| 173    | Rossella Romano                                                 | Il segno dei ribelli                | | Maggio 2001    | ISBN 8842911771 |
| 174    | James Oliver Curwood                                            | La trappola d'oro                   | | Giugno 2001    | ISBN 8842911771 |
| 175    | Mariangela Cerrino                                              | Gli eredi della luce                | Raccolta completa del ciclo di Mu allestita dall'autrice, comprende diciotto racconti. | Settembre 2001 | ISBN 8842911933 |
| 176    | Fabiana Redivo                                                  | Il seme perduto                     | Terzo romanzo dell'esalogia di Derbeer dei Mille Anni. | Novembre 2001  | ISBN 8842911941 |
| 177    | Morgan Fairy                                                    | Il sigillo nero                     | Secondo romanzo della dilogia di Ivain. | Gennaio 2002   | ISBN 884291200X |
| 178    | Andrea D'Angelo                                                 | Le sette gemme                      | Primo romanzo della trilogia delle Sette Gemme dell'Equilibrio. | Febbraio 2002  | ISBN 8842912026 |
| 179    | Robert E. Howard e Gianluigi Zuddas                             | Solomon Kane il giustiziere         | Raccolta completa del ciclo di Solomon Kane, comprende sei racconti e tre poesie di Howard, un racconto pastiche di John Pocsik (non accreditato), tre racconti pastiche di Gianluigi Zuddas, e due racconti apocrifi dello stesso Zuddas. | Maggio 2002    | ISBN 8842912093 |
| 180    | Ornella Lepre                                                   | Il respiro delle montagne           | | Giugno 2002    | ISBN 8842912158 |
| 181    | Andrea D'Angelo                                                 | L'arcimago Lork                     | Secondo romanzo della trilogia delle Sette Gemme dell'Equilibrio. | Ottobre 2002   | ISBN 8842912255 |
| 182    | Fabiana Redivo                                                  | Il figlio del vento                 | Quarto romanzo dell'esalogia di Derbeer dei Mille Anni. | Novembre 2002  | ISBN 884291231X |
| 183    | Orson Scott Card                                                | Il settimo figlio                   | Primo romanzo dell'esalogia di Alvin Maker. | Novembre 2002  | ISBN 8842912344 |
| 184    | Orson Scott Card                                                | Il profeta dalla pelle rossa        | Secondo romanzo dell'esalogia di Alvin Maker. | Novembre 2002  | ISBN 8842912352 |
| 185    | Orson Scott Card                                                | Alvin l'apprendista                 | Terzo romanzo dell'esalogia di Alvin Maker. | Novembre 2002  | ISBN 8842912360 |
| 186    | Katherine Kurtz e Deborah Turner Harris                         | La loggia della lince               | Primo romanzo della pentalogia di ser Adam Sinclair. | Gennaio 2003   | ISBN 8842912395 |
| 187    | Mary Corran                                                     | Le luci di Avardale                 | | Gennaio 2003   | ISBN 8842912425 |
| 188    | Maggie Furey                                                    | Lo spirito della pietra             | Secondo romanzo della trilogia della Lega d'Ombra. | Febbraio 2003  | ISBN 8842912387 |
| 189    | Andrea D'Angelo                                                 | La fortezza                         | Terzo romanzo della trilogia delle Sette Gemme dell'Equilibrio. | Marzo 2003     | ISBN 884291245X |
| 190    | Marion Zimmer Bradley (curatrice)                               | Le spade incantate                  | Traduzione integrale dell'antologia Sword and Sorceress IX, comprende ventisei racconti sword & sorcery d'impianto femminista. | Aprile 2003    | ISBN 8842912670 |
| 191    | Fabiana Redivo                                                  | Le nebbie di Afra                   | Quinto romanzo dell'esalogia di Derbeer dei Mille Anni. | Luglio 2003    | ISBN 8842912700 |
| 192    | Katherine Kurtz e Deborah Turner Harris                         | Il cerchio dei dodici               | Secondo romanzo della pentalogia di ser Adam Sinclair. | Settembre 2003 | ISBN 8842912719 |
| 193    | Marion Zimmer Bradley e Elisabeth Waters                        | Le tre candele                      | Romanzo breve afferente al ciclo di Lythande. | Novembre 2003  | ISBN 8842912824 |
| 194    | Maggie Furey                                                    | L'occhio dell'eternità              | Terzo romanzo della trilogia della Lega d'Ombra. | Febbraio 2004  | ISBN 884291312X |
| 195    | Marion Zimmer Bradley (curatrice)                               | La giustizia delle spade            | Traduzione integrale dell'antologia Sword and Sorceress X, comprende ventinove racconti sword & sorcery d'impianto femminista. | Marzo 2004     | ISBN 8842913111 |
| 196    | Fabiana Redivo                                                  | La spada dei re                     | Sesto romanzo dell'esalogia di Derbeer dei Mille Anni. | Aprile 2004    | ISBN 8842913200 |
| 197    | Katherine Kurtz e Deborah Turner Harris                         | Il sigillo infranto                 | Terzo romanzo della pentalogia di ser Adam Sinclair. | Giugno 2004    | ISBN 8842913359 |
| 198    | Marion Zimmer Bradley (curatrice)                               | Le libere amazzoni di Darkover      | Terza antologia dei Racconti di Darkover, comprende diciotto racconti. | Settembre 2004 | ISBN 8842913278 |
| 199    | Patricia A. McKillip                                            | La città di luce e d'ombra          | | Febbraio 2005  | ISBN 8842913677 |
| 200    | Andrea D'Angelo                                                 | La rocca dei silenzi                | | Marzo 2005     | ISBN 884291357X |
| 201    | Marion Zimmer Bradley (curatrice)                               | Streghe Guerriere                   | Traduzione integrale dell'antologia Sword and Sorceress XI: An Anthology of Herotic Fantasy, comprende trentatré racconti sword & sorcery d'impianto femminista. | Luglio 2005    | ISBN 8842913634 |
| 202    | Marion Zimmer Bradley (curatrice)                               | Le nevi di Darkover                 | Undicesima antologia dei Racconti di Darkover, comprende ventitré racconti. | Ottobre 2005   | ISBN 8842914010 |
| 203    | Marion Zimmer Bradley (curatrice)                               | Con il cuore e con la spada         | Traduzione integrale dell'antologia Sword and Sorceress XII, comprende ventidue racconti sword & sorcery d'impianto femminista. | Luglio 2006    | ISBN 8842914371 |
| 204    | Marion Zimmer Bradley (curatrice)                               | Le torri di Darkover                | Decima antologia dei Racconti di Darkover, comprende venti racconti. | Ottobre 2006   | ISBN 8842914371 |
| 205    | Marion Zimmer Bradley (curatrice)                               | La luce della spada                 | Traduzione integrale dell'antologia Sword and Sorceress XIII, comprende ventidue racconti sword & sorcery d'impianto femminista. | Aprile 2007    | ISBN 8842915033 |
| 206    | Marion Zimmer Bradley (curatrice)                               | Le donne di Darkover                | Ottava antologia dei Racconti di Darkover, comprende ventuno racconti. | Ottobre 2007   | ISBN 8842915300 |
| 207    | Marion Zimmer Bradley e Rachel E. Holmen (curatrice)            | Nel segno del coraggio              | Traduzione integrale dell'antologia Sword and Sorceress XIV, comprende ventisei racconti sword & sorcery d'impianto femminista. | Maggio 2008    | ISBN 8842915041 |
| 208    | Marion Zimmer Bradley (curatrice)                               | Le quattro lune di Darkover         | Sesta antologia dei Racconti di Darkover, comprende diciassette racconti. | Novembre 2008  | ISBN 8842915483 |